# Raymond Cattell
Raymond Bernard Cattell (20. března 1905 West Bromwich – 2. února 1998 Honolulu) byl americký psycholog britského původu. Podílel se na vypracování metody faktorové analýzy, aplikované na výzkum osobnosti.
Cattell byl známý díky svým výzkumům v mnoha oblastech v psychologie. Patří k nim: základní rozměry osobnosti a temperamentu, řada kognitivních schopností, dynamický rozměr motivace a emocí, klinická dimenze osobnosti, vzory a skupiny sociálního chování, aplikace osobnosti ve výzkumu psychoterapie a teorie učení, prediktory tvořivosti a úspěchu, a mnoho vědeckých výzkumných metod pro zkoumání a měření v těchto oblastech. Cattell byl stále produktivní – i ve svých 92 letech, celkem napsal přes 50 knih a 500 článků a více než 30 standardizovaných testů. Byl 16. nejcitovanějším psychologem ve 20. století.
Jako psycholog se Cattell důsledně věnoval vědeckým metodám. Podporoval výzkum základních dimenzí osobnosti, motivace a kognitivních schopností pomocí tzv. faktorové analýzy místo toho, co nazval "slovním teoretizováním". Jedním z nejdůležitějších výsledků použití Cattellovy faktorové analýzy byl jeho objev 16 faktorů lidské osobnosti. On nazýval tyto faktory "zdrojové rysy", protože věřil, že určují základní zdroje lidského chování. [2] Faktory a nástroje používané k hodnocení osobnosti jsou známy jako 16 faktorový osobnostní model a 16PF dotazník.
Přestože Cattell je nejlépe známý identifikací dimenzí osobnosti, studoval také základní rozměry jiných domén: inteligence, motivace a profesních zájmů. Cattell teoretizoval o existenci tekuté (fluidní) a krystalické inteligence, čímž vysvětloval lidské kognitivní schopnosti, a prosazoval různorodé testování inteligence, aby se minimalizoval vliv psaného jazyka a kulturního zázemí v testování inteligence.

## Hlavní díla
- Popis a měření osobnosti
- Osobnost, motivační struktura a měření